# Carpignano Salentino
Carpignano Salentino – miejscowość i gmina we Włoszech, w regionie Apulia, w prowincji Lecce.
Według danych na rok 2004 gminę zamieszkiwały 3843 osoby, 80,1 os./km².